# Eric Walter Powell

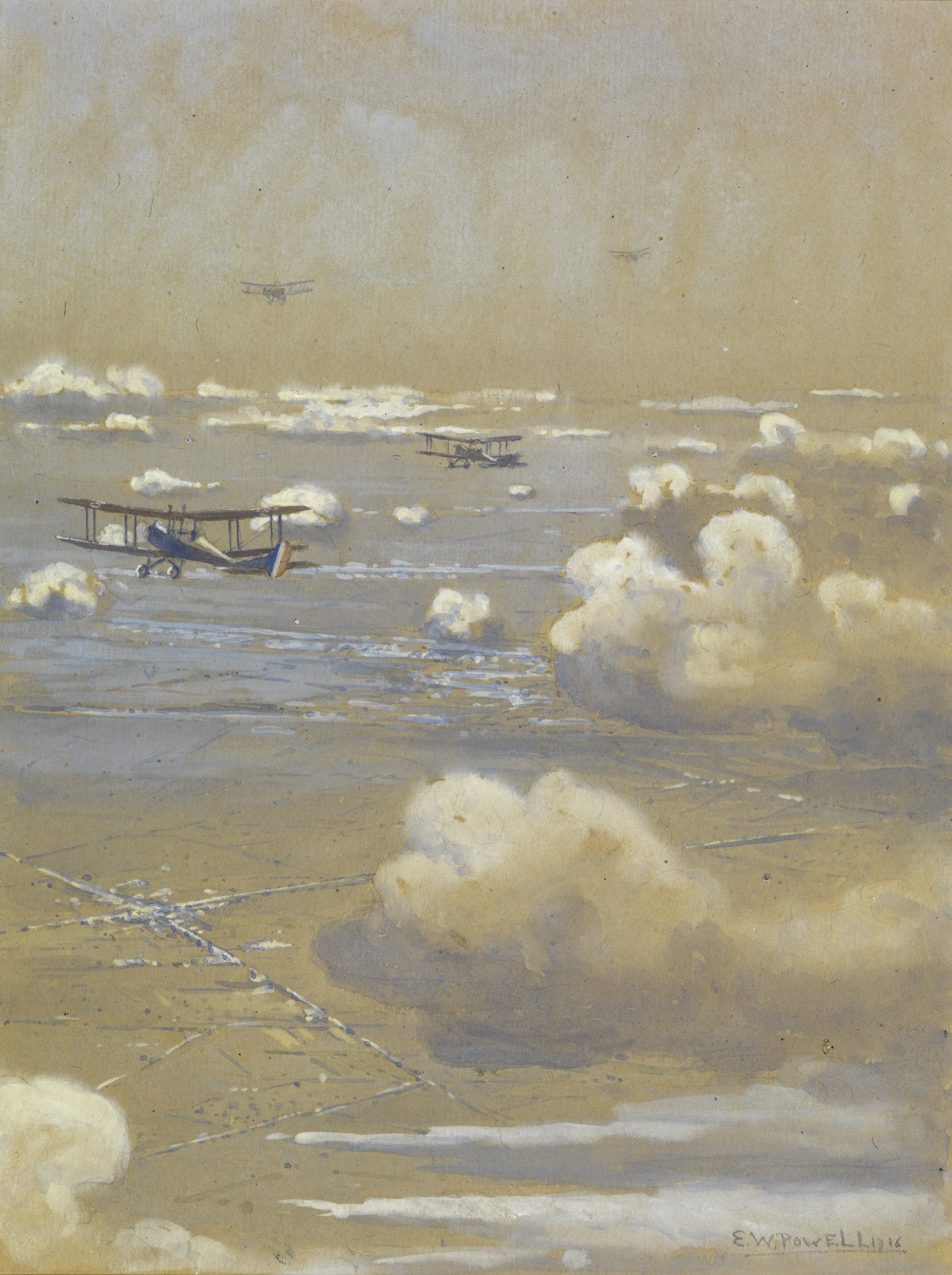
Eric Walter Powell: Be2c Aeroplanes over the Somme (1916). Aquarell

Eric Walter Powell (* 6. Mai 1886 in Hornsey; † 17. August 1933 in Pontresina) war ein englischer Lehrer, Ruderer und Künstler.

## Leben
Der englische Hochschullehrer, Ruderer und Künstler Eric Walter Powell wurde 1886 als Sohn des Pfarrers Robert Walter Powell und dessen Frau Mary Caroline Hankey in Hornsey geboren.
Seine schulische Ausbildung absolvierte er am Eton College sowie am renommierten Trinity College in Cambridge. Während dieser Zeit wurde er auch Mitglied der Rudermannschaft des Colleges und trat in den Jahren 1906, 1907 und 1908 beim Boat Race an. Als Ruderer im Achter der Cambridge-Mannschaft von 1908 trat er auch bei den Olympischen Spielen von 1908 an und gewann mit dieser eine Bronzemedaille für Großbritannien. Als Mitglied des Viking Clubs gewann er im Jahre 1912 zudem die Diamond Challenge Sculls bei der Henley Royal Regatta.
Nach seiner künstlerischen Ausbildung an der Académie Julian in Paris und seinem Einsatz beim Royal Flying Corps während des Ersten Weltkriegs wurde Powell Erzieher und Zeichenlehrer an seiner ehemaligen Schule, dem Eton College.
In seiner Freizeit gelang es ihm seine beiden Hobbys, das Bergsteigen und die Aquarellmalerei miteinander zu verbinden, wovon die zahlreich erhaltenen, von ihm sehr detailgenau gemalten Gebirgslandschaften Zeugnis ablegen.
Eric Walter Powell verstarb im Alter von nur 47 Jahren bei einem Bergunfall am Piz Roseg in den Schweizer Alpen, nahe Pontresina.